# Bernhard Linde

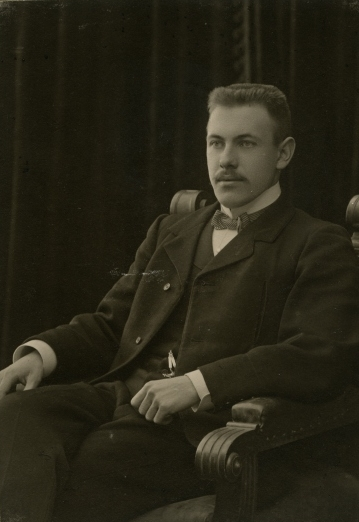
Bernhard Linde (1906)

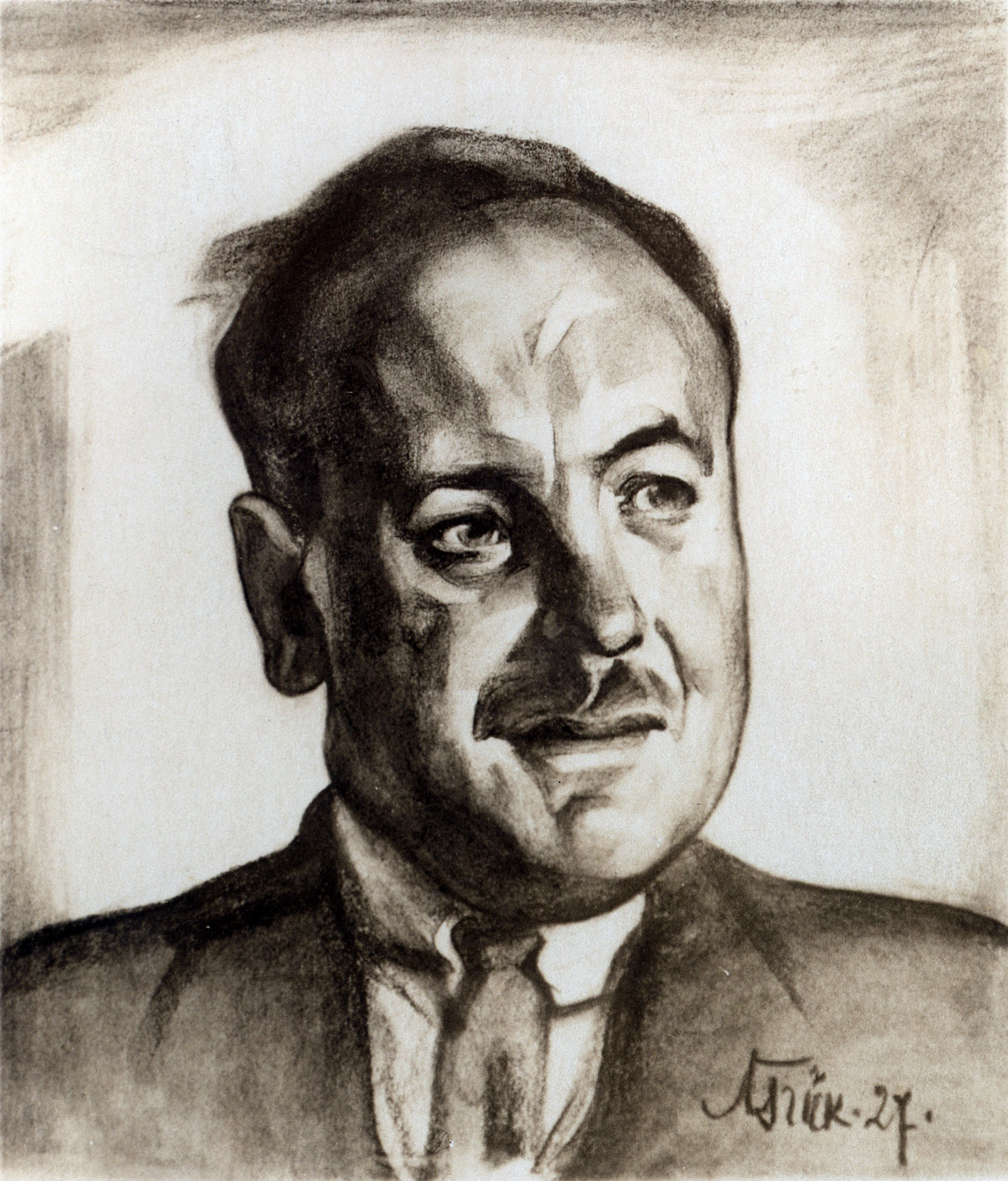
Bernhard Linde, Porträt von Nikolai Triik (1927)

Bernhard Linde (* 23. Märzjul. / 4. April 1886greg. in der Gemeinde Järvakandi; † 23. August 1954 in Tallinn) war ein estnischer Schriftsteller, Literaturkritiker, Übersetzer und Verleger.

## Leben
Linde besuchte verschiedene Schulen und war von 1903 bis 1908 auf dem Hugo-Treffner-Gymnasium in Dorpat, nachdem er das Gymnasium in Pernau wegen nationalistischer Umtriebe hatte verlassen müssen. Von 1908 bis 1915 studierte er an der Kaiserlichen Universität Dorpat, ab 1925 nach längerer Unterbrechung an der Nachfolgeuniversität und machte 1927 seinen Abschluss in Slawistik.
In der dazwischenliegenden Zeit profilierte Linde sich als Redakteur, Journalist und Mitgestalter des literarischen Lebens in Estland. Eine besondere Rolle nahm er bei der Gruppierung Noor-Eesti ein, als deren „technische Seele“ er bezeichnet werden kann. Er sorgte für die Finanzen und die Korrespondenz und hielt somit den Betrieb am Laufen, während die Vordenker der Gruppe wie Gustav Suits und Friedebert Tuglas im Ausland oder Untergrund waren.
In den Jahren 1907 bis 1909 war er Redaktionsmitglied der Zeitschrift Eesti Kirjandus, 1913 wurde er Chef des neugegründeten Verlags Noor-Eesti, kurzzeitig arbeitete er auch in der Redaktion der Zeitung Vaba Sõna.
Nach Ausbruch des Ersten Weltkriegs nahm er eine zivile Stellung in der Armee an, um der Einberufung zu entgegen. Danach verschlug es ihn in den fernen Osten, aus dem er erst 1919 wieder nach Estland zurückkehrte. Hier gründete er den Verlag Varrak, der 1924 bankrottging, im folgenden Jahr aber mit einem Buchstaben weniger als Varak neugegründet wurde. Linde beteiligte sich weiterhin an diversen literarischen Publikationen und rief beispielsweise gemeinsam mit August Alle und Gustav Suits die kurzlebige Zeitschrift Murrang ins Leben, von der 1921 vier Hefte erschienen. Später gehörte er zu den engsten Mitarbeitern von Anton Hansen Tammsaare.
In den 1920er- und 1930er-Jahren reiste er viel, die deutsche Besatzungszeit von 1941 bis 1944 verbrachte er auf dem väterlichen Hof. Nach dem Zweiten Weltkrieg war er fünf Jahre Dozent am Tallinner Polytechnikum, wurde jedoch 1951 inhaftiert. Drei Jahre später wurde er mit ruinierter Gesundheit entlassen und starb bald darauf in Tallinn.

## Werk
Lindes literarisches Werk wird im Allgemeinen kritisch betrachtet und zurückhaltend bewertet. Bisweilen wurde es gar als „billige Lektüre [bezeichnet], die man nur liest, wenn man nichts zu tun hat oder besseres Lesematerial unerreichbar ist.“. Seine Bedeutung für die estnische Literatur liegt somit zweifelsfrei im organisatorischen und literaturkritischen Bereich. Er war darüber hinaus hauptsächlich als Übersetzer, Vermittler, Essayist und Verleger tätig.
Neben Kritiken zur zeitgenössischen estnischen Literatur verfasste Linde auch Bücher über ausländische Autoren. Ferner publizierte er zahlreiche Reisebücher und schrieb Biographien und Porträts von Politikern. Außerdem stellte er Anthologien zu verschiedenen Nationalliteraturen zusammen.
Ebenso vermittelte Linde bei der Übersetzung estnischer Literatur ins Deutsche. Die erste Buchpublikation von Tammsaare auf Deutsch ist vermutlich von seiner dritten Frau, Arma Kristen, übersetzt worden.
Linde übersetzte aus dem Deutschen, Englischen, Finnischen, Französischen, Kroatischen, Polnischen, Serbischen, Slowenischen und Tschechischen.

## Trivia
Linde galt als eine schillernde Figur im estnischen Kulturleben, war fünfmal verheiratet (und ebenso häufig geschieden) und führte gerne Prozesse. Bei einem seiner Scheidungsprozesse mussten die Kosten durch Versteigerung seiner Schreibmaschine gedeckt werden.

## Bibliografie

### Prosa
- Heitlikud ilmad ('Wechselhaftes Wetter'). Tartu: Noor-Eesti 1913. 82 S.
- Kenad naised ('Nette Frauen'). Tartu: Loodus 1928. 76 S.